# Los crímenes de Fjällbacka
Los crímenes de Fjällbacka (Fjällbackamorden en V. O.). es una serie dramática policial sueca de 2012 adaptada por Daniel Lind Lagerlöf de las novelas de Camilla Läckberg.
La producción se vio interrumpida tras la desaparición del propio Lagerlöf en 2011 mientras buscaba localizaciones para la serie. A este le sucedió Rickard Petrelius como director.
La serie está compuesta por doce episodios de 90 minutos, de los cuales, se prevé que dos se proyecten en salas cinematográficas.

## Argumento
Erica Falck (Claudia Galli) es una novelista del género policial y pareja del Inspector de policía: Patrick Hedström (Richard Ulfsäter). Ambos residen en Fjällbacka, una pequeña localidad costera en la que buscan la tranquilidad que no tienen en la gran ciudad. Sin embargo, no todo es lo que parece. 
En cada episodio, ambos se embarcan en una investigación criminal en la que cualquier vecino parece el sospechoso.

## Reparto
- Claudia Galli es Erica.
- Richard Ulfsäter es Patrik.
- Pamela Cortes Bruna es Paula.
- Lennart Jähkel es Mellberg.
- Ann Westin es Annika.
- Lukas y Simon Brodén son Anton y Noel.
- Ellen Stenman Göransson es Maja.